# Legio I Macriana liberatrix
Die Legio I Macriana Liberatrix war eine Legion der römischen Armee, die für kurze Zeit im Jahre 68 bestand. Ihr Name bedeutet Befreierin des Macer. Das Legionssymbol ist unbekannt.
Im Jahr 68 revoltierte  der legatus Augusti propraetore Africae (Statthalter der Provinz Africa) Lucius Clodius Macer gegen Nero. Zur Verstärkung der von ihm befehligten legio III Augusta, die ebenfalls den Beinamen liberatrix führte, hob er die Legio I Macriana Liberatrix aus. Es ist unbekannt, ob die Soldaten der Legion noch Gelegenheit bekamen, im Kampf eingesetzt zu werden, da sich Nero kurz nach der Aushebung tötete. Sein Nachfolger Galba misstraute Macer und fürchtete, dass dieser auch gegen ihn rebellieren könnte. 
Galba ließ Macer noch im Jahr 68 durch den procurator Trebonius Garutianus ermorden. Die eben ausgehobene Legion wurde sogleich wieder aufgelöst. Möglicherweise unternahm Vitellius, Galbas Nachfolger im Jahre 69, den vergeblichen Versuch, sie wieder neu aufzustellen; wahrscheinlicher ist die Eingliederung der Einberufenen in andere Legionen.